# Cucina cerignolana
La cucina cerignolana, che presenta elementi di transizione tra quella foggiana e quella barese, è basata sui cardini della cucina pugliese, ovvero: olio, grano, formaggi ed ortaggi, tende a valorizzare i prodotti locali creando piatti semplici ma nel contempo saporiti.
Soprattutto il grano duro rappresenta un ingrediente imprescindibile da cui si ricavano un gran numero di alimenti, dal  pane a gli innumerevoli formati di pasta, passando per le focaccine (simili ai calzoni e farciti con formaggi, salumi o verdure) e ai panzerotti (in dialetto ) accompagnati dal sartascinello,
Tra una portate e l'altra è possibile gustare gli scaldatelli, ovvero taralli cotti in forno ma sbollentati prima della cottura, risultando così particolarmente morbidi.

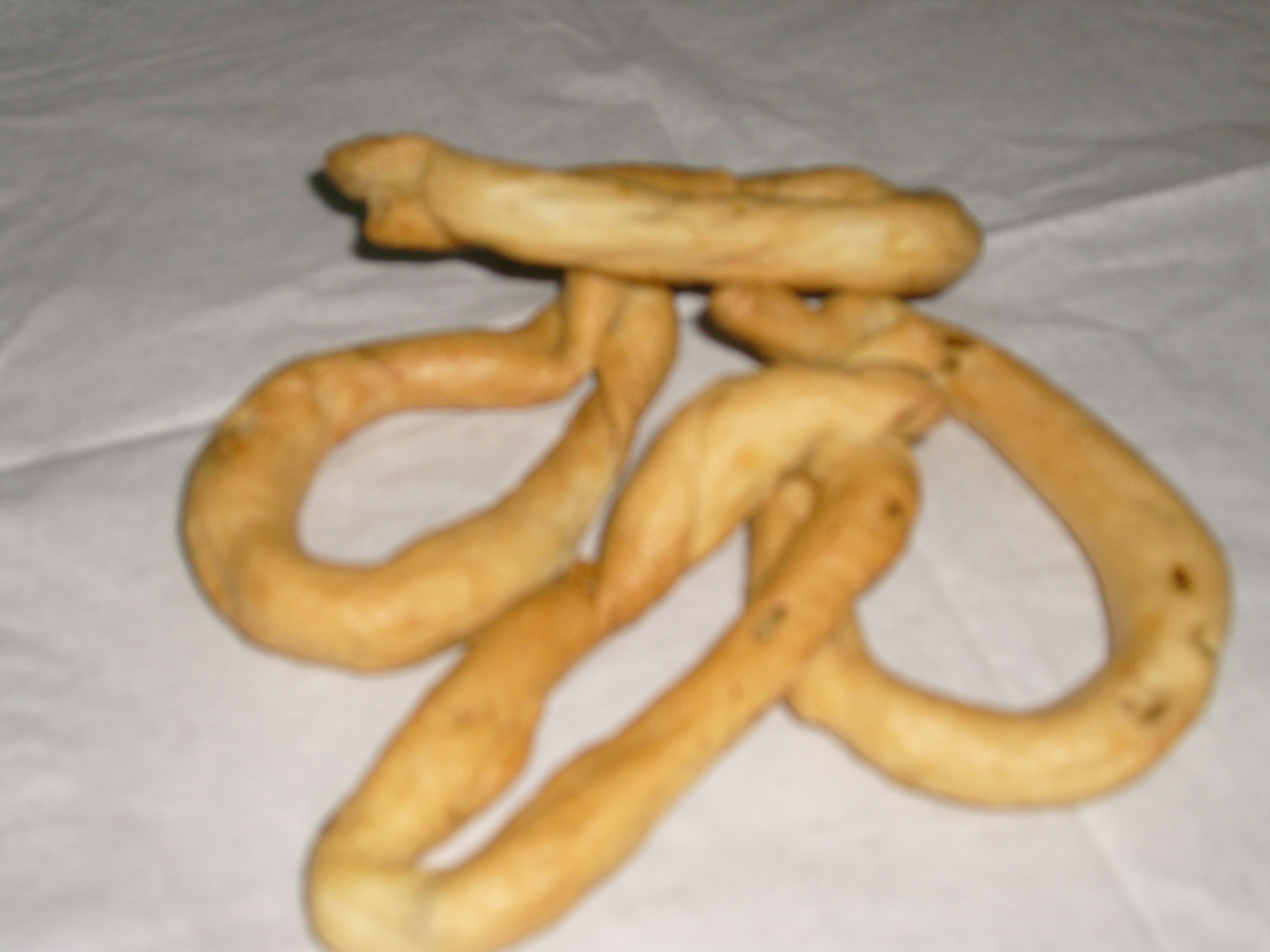
Scaldatelli cerignolani.

## Ricette

### Piatti unici
Il piatto più tipico è la tiella (dal nome del tegame in cui la si prepara), una ricetta antica che risale a quando le donne, dopo la giornata passata al lavoro nei campi, rientrando alla sera, dovevano sfamare la famiglia. La ricetta ha di base le patate arricchite, secondo disponibilità e preferenze, da pomodori, lampascioni, formaggio pecorino grattugiato, pangrattato, origano, prezzemolo, funghi, tutto messo pazientemente a crudo ed a strati.
Il pane condito invece rappresenta una perfetta sintesi di tutti i principali prodotti locali, ovvero il pane farcito con olio extra-vergine e i pomodori.

### Primi
Di particolare rilievo sono i diversi tipi di pasta fatta in casa, solitamente condita con ragù di carne: strascinati (in dialetto ), versione particolare delle orecchiette caratterizzata da rettangoli di pasta che si passano su un tagliere che presenta una faccia rugosa ed una liscia; torchi (in dialetto ), simili a spaghetti, ma dallo spessore e dalla consistenza decisamente maggiore e ancora laganelle (in dialetto ), cicatelli e cavatelli (in dialetto ).
Spesso la pasta corta viene servita accostata alle verdure locali: orecchiette e cime di rape, cicatelli e fagioli, cavatelli con la ruca e cicatelli di grano arso (in dialetto ), prodotti con una farina scura ottenuta dal grano recuperato dopo la bruciatura delle stoppie in seguito alla mietitura.

### Secondi
La carne bovina, scarsa come nel resto del Sud, è sostituita da quella equina, ovina, suina, dal pollame, dalla selvaggina e dai volatili. A tal proposito un'antica ricetta è il , ovvero ventricina di montone ripiena di frattaglie tagliuzzate, scamorza, uova, salame, cotta in forno e servita con rucola lessata. Tipico della festa patronale (Madonna di Ripalta) è il galluccio, che consiste nel cucinare per l'appunto un gallo da cui si ricava sia il ragù di carne che un secondo piatto.

### Verdure
Sulla tavola possiamo trovare numerosi ortaggi autoctoni come ad esempio i marasciuoli (erbe selvatiche dal gusto amaro chiamate in dialetto: ), i lampascioni (verdure amare dal sapore amarognolo simili alle cipolle chiamate in dialetto: ) o la cicoria di campagna (dal sapore simile alle cime di rapa,ma più dolce) la cicoria selvatica = ciquaire gusto = a cicoria catalogna e buona con puree di fave o bollite e condite con solo olio e peperoncino. le cime di rape possono essere confrontate solo con le "cim'amaredd (fiori gialli) o le cime dulcce (fiori bianchi).

### Formaggi
Degni di nota sono anche i latticini: ricotte, pecorino, scamorze, caciocavallo, provoloni, mozzarelle e il fior di latte, il cui interno è costituito da una palla di fiore di burro.

### Minestre
Il pane è protagonista anche nelle ricette di diverse minestre. Il pancotto ad esempio si mangia condito con olio di oliva e verdure selvatiche come la rucola, i marasciuoli, le patate e le cime di rape. Nella minestra maritata, invece, cicoria selvatica, scarola, sedano e finocchietti si uniscono e vengono serviti con la pancetta e con il pecorino. Nella ricetta delle fave mozzicate, queste ultime vengono cotte con la buccia. Un'altra ricetta unisce la cicoria di campagna con le fave bianche, ovvero: fave secche sbucciate.

## Dolci

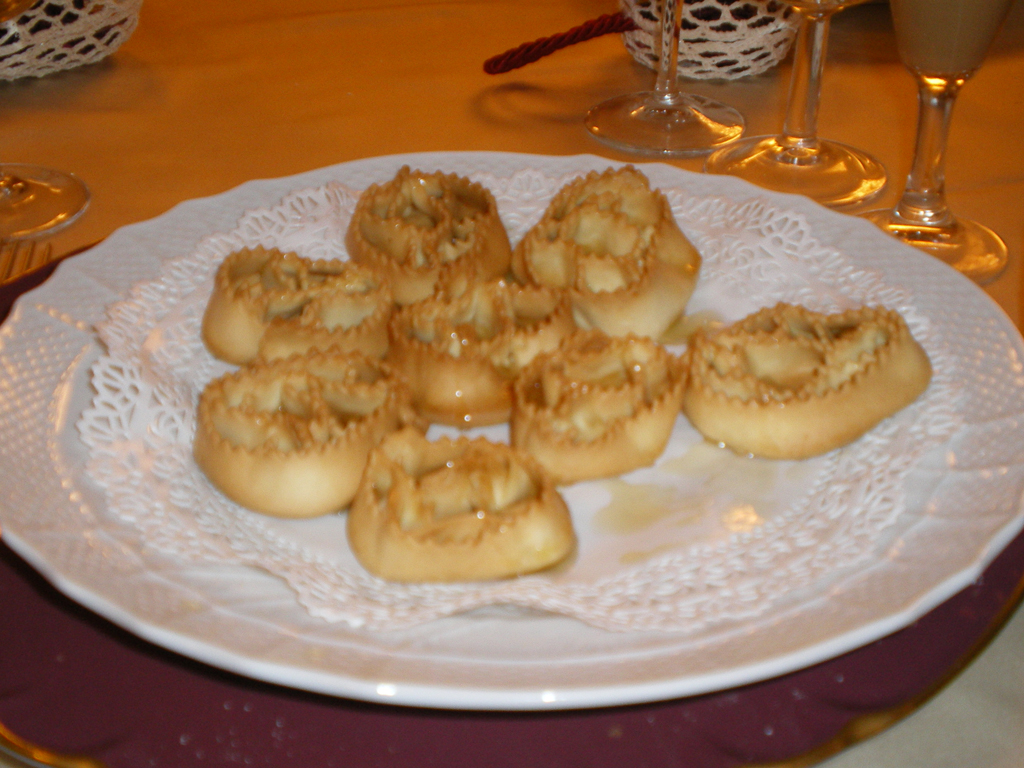
Cartellate al miele.

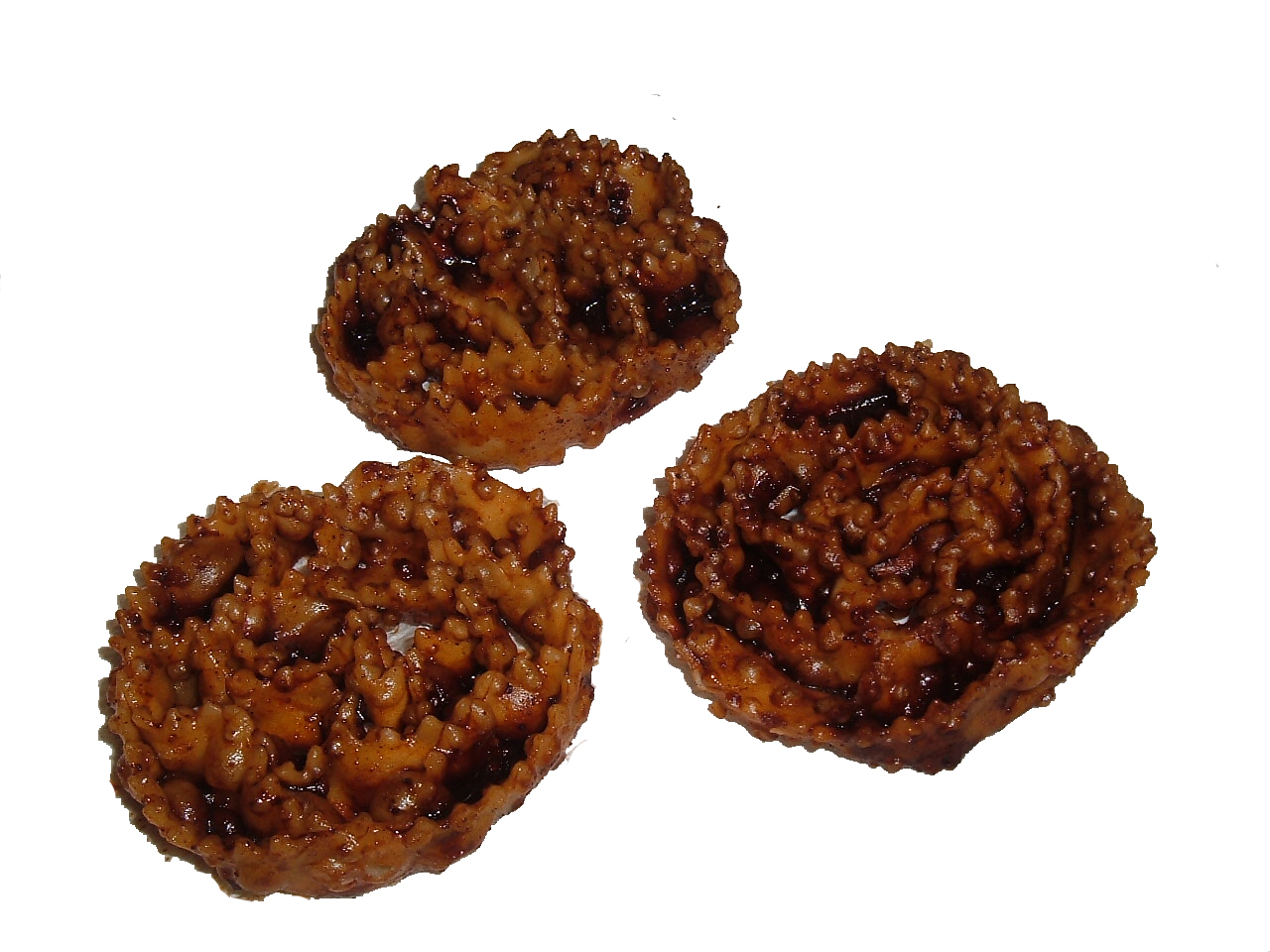
Cartellate al vino cotto.

Nell preparazione dei dolci, la fa da padrone la mandorla, numerose sono infatti le ricette che l'annoverano. I dolci seguono in un certo senso l'andamento delle festività religiose, quindi a San Giuseppe si preparano le zeppole; a Pasqua troviamo le squarcelle (in dialetto ), ciambelle ricoperte da glassa di zucchero, troviamo anche la pizza di ricotta composta da: ricotta, zucchero, uova, frutta candita e (recentemente) cioccolata; a Natale i dolci abbondano, numerose sono infatti le ricette caratteristiche di questa festività. Troviamo ad esempio le cartellate (in dialetto ), fritte nell'olio, imbevute di miele o vino cotto (di fico); la pizza sette sfoglie, composta da sette sfoglie sottilissime i cui strati sono conditi con: mandorle, uva passa, mostarda, pinoli, noci tritate, cioccolata e zucchero; le mandorle attorate, tostate e ricoperte con il cioccolato; le pettole (in dialetto ) condite con il vino cotto; i marzapane, ovvero biscotti con mandorle tritate e zucchero; i calzoncelli, cioè piccoli calzoni farciti con mostarda (ovvero marmellata di uva), mandorle tostate e ricoperti con il vino cotto; infine troviamo i fichi secchi, aperti e farciti con mandorle tostate ed eventualmente ricoperti da vino cotto. Addirittura anche la festività di Ognissanti ha il suo dolce, il grano cotto, che viene bollito e farcito con vino cotto, cannella, canditi, cioccolata a pezzi, noci e chicchi di melograno.

### Vini
Anche l'enologia ha solide radici nella cucina tradizionale. Il Rosso di Cerignola (vino D.O.C. anche nella variante Riserva) ben si sposa con preparazioni molto strutturate come le carni ed i formaggi a media stagionatura. Va degustato in calici per vini di gran corpo a una temperatura di 16-18 °C.